# Pareas margaritophorus
Espèce
Synonymes
- Leptognathus margaritophorus Jan, 1866
- Pareas macularius Theobald, 1868
- Pareas modestus Theobald, 1868
- Pareas moellendorffi Boettger, 1885
- Pareas andersonii Boulenger, 1888
- Amblycephalus tamdaoensis Bourret, 1935

Statut de conservation UICN

 LC  : Préoccupation mineure
Pareas margaritophorus est une espèce de serpents de la famille des Pareatidae.

## Répartition

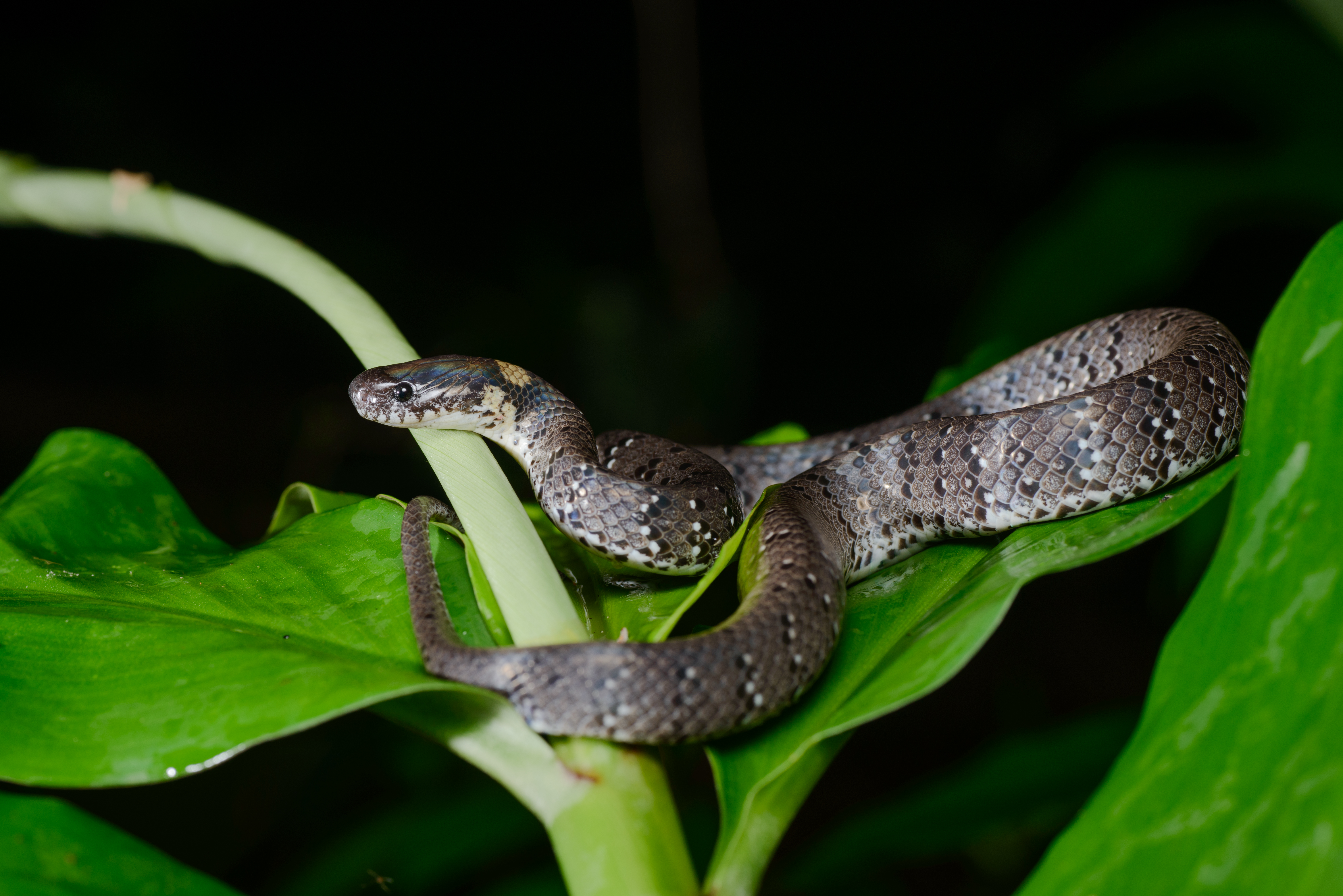
Pareas margaritophorus, Parc national de Kaeng Krachan, Thaïlande

Cette espèce se rencontre :
- dans le nord de la Malaisie péninsulaire ;
- en Thaïlande ;
- en Birmanie ;
- au Viêt Nam ;
- au Laos ;
- au Cambodge ;
- en République populaire de Chine dans les provinces du Guangdong, du Hainan et à Hong Kong.

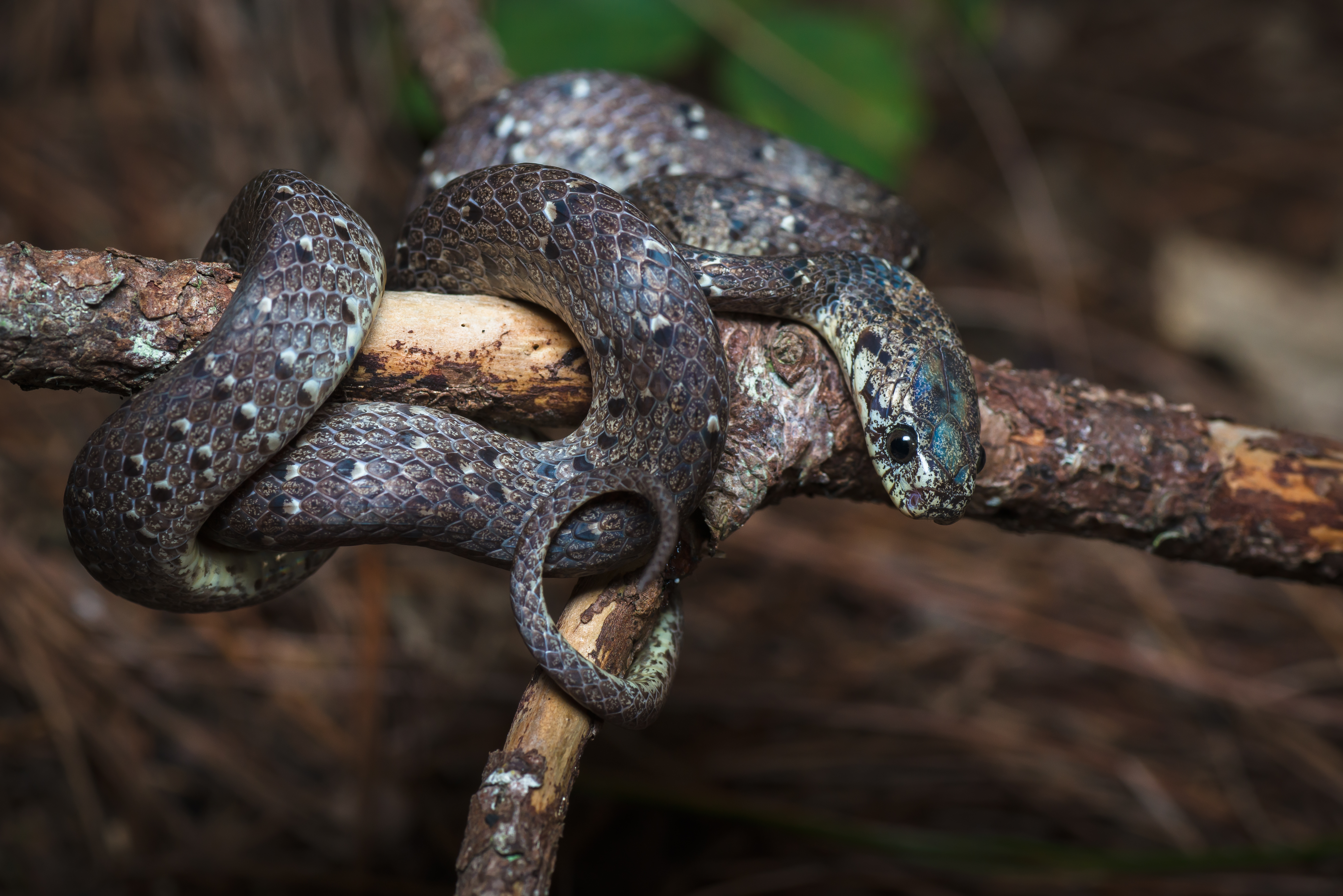
Pareas macularius, Sanctuaire de faune de Phu Khieo, Thaïlande

Sa présence est incertaine en République populaire de Chine dans la province du Guangxi.

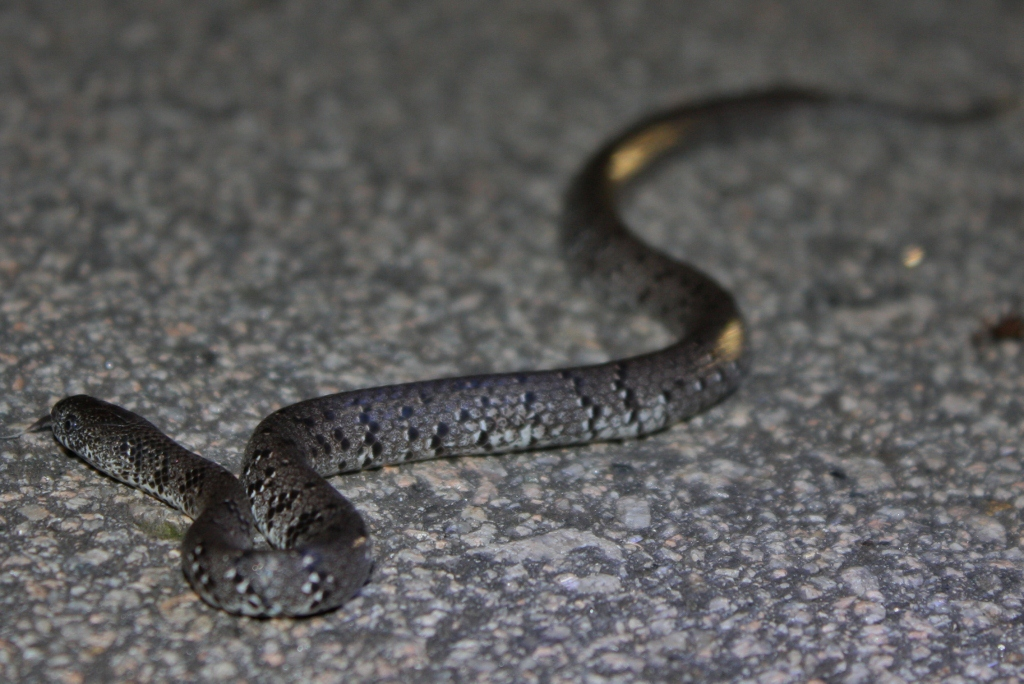
Pareas margaritophorus, Parc rural de Pat Sin Leng, Chine

## Publication originale
- Jan, 1866 in Bocourt, 1866 : Notes sur les reptiles, les batraciens et les poissons recueillis pendant un voyage dans le Royaume de Siam. Nouvelles Archives du Museum D'Histoire Naturelle De Paris, vol. 2, p. 4-20 (texte intégral).